# Вільфредо Леон
Вільфредо Леон Венеро (ісп. Wilfredo León Venero; нар. 31 липня 1993) — кубинський і польський волейболіст, догравальник. Виступав за національну збірну Куби, з 2019 року захищає кольори збірної Польщі. Срібний призер чемпіонату світу і переможець світової першости серед клубних команд. Чотиразовий переможець Ліги чемпіонів. Гравець польського клубу «Bogdanka LUK» з м. Любліну. Один із найкращих гравців сучасности.

## Життєпис
Грав у клубах «Капіталінос» (2005—2010), «Сантьяго-де-Куба» (2010—2013), «Зеніт-Казань» (2014—2018); також — у катарському «Ар-Райяні», на умовах короткострокового контракту.
У 2015 році отримав польське громадянство. За його словами, збірну Польщі він вибрав тільки заради дружини — польки Малгожати.
У серпні 2017 року американський сайт «Gazetterview» опублікував статтю про 10 найбільш високооплачуваних професійних волейболістів, список яких очолив Вільфредо Леон — гравець «Зеніту-Казань» із зарплатою 1,4 млн $ на рік.
У травні 2021 року в поєдинку зі збірною Сербії встановив світовий рекорд з кількости ейсів за матч — 13.
Одним із партнерів Вільфредо в «Перуджі» є капітан збірної України Олег Плотницький.
У червні 2022 переніс операцію. Не взяв участи в першості світу 2022 через те, що не зміг повністю відновитися після травми.

## Клуби
| Роки      | Команди                  |
| --------- | ------------------------ |
| 2005—2010 | «Капіталінос»            |
| 2010—2013 | «Орієнталес де Сантьяго» |
| 2014—2018 | «Зеніт» (Казань)         |
| 2018—2024 | «Перуджа»                |
| 2024      | Bogdanka LUK             |

## Досягнення
У збірних
- Переможець Ліги націй 2023

Олімпіада-2020. Блок виконують Вільфредо Леон, Якуб Кохановський, Бартош Курек (справа наліво)

- Віцечемпіон світу (1): 2010 (у складі збірної Куби)
- Другий призер Всевітнього кубка чемпіонів (1): 2009
- Третій призер Світової ліги (1): 2012
- Другий призер Панамериканських ігор (1): 2011
- Другий призер Кубка світу (1): 2019 (у збірній Польщі)
- Третій призер чемпіонату Європи (2): 2019, 2021

Клуби
- Чемпіон світу серед клубних команд (1): 2017
- Переможець Ліги європейських чемпіонів (4): 2015, 2016, 2017, 2018
- Чемпіон Куби (3): 2009, 2010, 2011
- Чемпіон Росії (4): 2015, 2016, 2017, 2018
- Володар кубка Росії (4): 2015, 2016, 2017, 2018
- Володар суперкубка Росії (4): 2015, 2016, 2017, 2018
- Володар кубка Італії (1): 2019
- Володар суперкубка Італії (2): 2020, 2021